# Ai Maeda
Ai Maeda (前田 愛) nasceu em 19 de abril de 1975. Ela é uma dubladora japonesa, contratada pela agência de talentos Aoni Production. Conhecida usualmente pelo codinome "AiM", também é uma cantora e compositora. Ela é bastante conhecida pelos seus trabalhos como dubladora e cantora na versão japonesa do anime Digimon. Atualmente foi comfirmada para seiyuu da Sailor Pluto no novo arco da nova versão do anime "Sailor Moon",  "Sailor Moon Crystal".Ela tem uma irmã mais nova chamada Aki Maeda

## Trabalhos notáveis
- Mimi Tachikawa em Digimon Adventure e Digimon Adventure 02
- Poala em Beet the Vandel Buster
- Uma Garota Jovem em Comedy
- Kaori Aihara em Denshin Mamotte Shugogetten
- Cortana em Halo Legends
- Mizuki Kotobuki em Hatarakids My Ham Gumi
- Kumiko Komori em Kamisama Kazoku
- O-Ren Ishii em Kill Bill Chapter 3: The Origin of O-Ren
- Megumi Ooumi em Zatch Bell!
- Yura Keikain em Nura: Rise of the Yokai Clan
- Karen Minazuki/Cure Aqua em Pretty Cure
- Nerin Simmons em Strait Jacket
- Shion Uzuki em Xenosaga
- Sailor Pluto/Setsuna Meiou em "Sailor Moon Crystal"

## Canções

### Singles
| Release Date       | Title                                           | c/w                                                                   | Notes                                                                                    | Catalogue No.: | Peak Chart Position |
| ------------------ | ----------------------------------------------- | --------------------------------------------------------------------- | ---------------------------------------------------------------------------------------- | -------------- | ------------------- |
| April 23, 1999     | I Wish                                          | Itsudemo Aeru Kara                                                    | Digimon Adventure - First Ending                                                         | NEDA-10002     | ---                 |
| June 25, 1999      | Ashita e no Jumon                               | Aozora no Yuku Kumo no you ni THE ETERNAL MIRACLE: Eien naru Kiseki   | Muhou - Ending Theme and Spectral Wars Aishiki Jaaku - Theme                             | NEDA-10003     | ---                 |
| August 6, 1999     | BREAK OUT!                                      | ---                                                                   | ---                                                                                      | NEDA-10007     | ---                 |
| October 8, 1999    | Keep On                                         | On the Hill: Kaze wo Kanjite                                          | Digimon Adventure - Second Ending                                                        | ---            | ---                 |
| October 8, 1999    | LIKE A CANDLE                                   | Fallin' Angel                                                         | Junjou de Karen Meimai Kishidan Spectral Wars Seishojo Gaiden - Theme                    | NEDA-10010     | ---                 |
| April 26, 2000     | Sakuhin No. 2 "Haru" Ichocho: Bokura no WarGame | Akiramenaide (lit. Don't Give Up)                                     | Digimon Adventure: Bokura no WarGame - Ending                                            | NEDA-10020     | 85                  |
| April 26, 2000     | Ashita wa Atashi no Kaze ga Fuku                | Now is the Time!                                                      | Digimon Adventure 02 - First Ending                                                      | NEDA-10022     | 50                  |
| July 5, 2000       | Stand by Me: Hito Natsu no Bouken               | Fired Out / Sun Goes Down                                             | Digimon Adventure 02: Hurrican Jouriku!! Chouzetsu Shinka!! Ougon no Digimental - Ending | NEDA-10024     | 90                  |
| October 25, 2000   | Itsumo Itsudemo                                 | Eien no Kagayaki                                                      | Digimon Adventure 02 - Second Ending                                                     | NECM-12001     | 93                  |
| February 21, 2001  | Friend: Itsumademo Wasurenai                    | Party                                                                 | Digimon Adventure 02: Diablomon no Gyakushu - Ending                                     | NECM-12003     | 94                  |
| April 25, 2001     | My Tomorrow                                     | Himawari (lit. Sunflower)                                             | Digimon Tamers - First Ending                                                            | NEDA-10028     | 70                  |
| May 23, 2001       | Go!Go!Ready?Go?!                                | Go!Go!Ready?Go?! (ParaPara Version) Go!Go!Ready?Go?! (Trance Version) | Ask Dr. Rin! - Opening Theme                                                             | NECM-12008     | ---                 |
| May 23, 2001       | Dareyori                                        | Kitto                                                                 | Ask Dr. Rin! - First Ending                                                              | NECM-12009     | ---                 |
| July 4, 2001       | Moving On!                                      | Fragile Heart                                                         | Digimon Tamers: Boukensha Tachi no Tatakai - Ending                                      | NECM-12010     | 95                  |
| October 10, 2001   | Days: Aijou to Nichijou                         | Let's Get Dream!                                                      | Digimon Tamers - Second Ending                                                           | NECM-12015     | 68                  |
| November 29, 2001  | Kimi no Mirai                                   | Never Be The Same                                                     | Ask Dr. Rin! - Second Ending                                                             | NECM-12020     | ---                 |
| March 6, 2002      | Yuhi no Yakusoku                                | My Place                                                              | Digimon Tamers: Bousou Digimon Tokkyu                                                    | NEDA-10024     | ---                 |
| November 22, 2002  | an Endless Tale                                 | Harukana Okurimono                                                    | Digimon Frontier - Second Ending Duet with Koji Wada                                     | NECM-12038     | ---                 |
| March 5, 2003      | my Light                                        | Friend: Itsumademo Wasurenai                                          | Theme of AiM no Igai to Iyashimasu!                                                      | NECM-10001     | 169                 |
| December 3, 2003   | Resolution                                      | Forever                                                               | F-Zero Falcon Densetsu - Insert & Ending Theme                                           | NECM-12064     | ---                 |
| November 25, 2015  | I Wish: Tri. Version                            | ---                                                                   | Digimon Adventure tri. - First Ending                                                    | NECM-10233     | 71                  |
| February 22, 2017  | Keep On: Tri. Version                           | Kimi no Hikari                                                        | Digimon Adventure tri. - Fourth Ending                                                   | NECM-13027     | 61                  |
| September 27, 2017 | Ai kotoba                                       | P T G                                                                 | Digimon Adventure tri. - Fifth Ending Duet with Ayumi Miyazaki                           | NECM-90015     | 16                  |

### Best Album
| Release Date   | Title  | Catalogue No.:                                 | Peak Chart Position |
| -------------- | ------ | ---------------------------------------------- | ------------------- |
| April 23, 2014 | Ichigo | Limited Ed.: NEZA-90010 Regular Ed. NECA-30307 | 284                 |
| April 23, 2014 | 15     | Limited Ed.: NEZA-90012 Regular Ed. NECA-30308 | 254                 |

## Ligações Externas
- Ai Maeda. no IMDb.
- Ai Maeda  na enciclopédia do Anime News Network (em inglês)
- Ai Maeda na Aoni Production